# Bram Stadhouders
Bram Stadhouders (* 23. Januar 1987 in Tilburg) ist ein niederländischer Jazz- und Improvisationsmusiker (Gitarre, Elektronik, Komposition).

## Leben und Wirken
Stadhouders erhielt von früh an eine musikalische Erziehung. Seine Eltern sind beide Musiker. Seitdem er sechs Jahre alt war, erhielt er von seinem Vater klassischen Gitarrenunterricht. Im Alter von acht und neun Jahren erhielt er Preise für klassische Gitarre. Als Jugendlicher spielte er in einer Rockband, dann in einer Jazzband, tourte durch die Niederlande und gewann wichtige niederländische Wettbewerbe, etwa 2002 auf dem North Sea Jazz Festival. Mit 17 Jahren spielte er mit Musikern wie Harmen Fraanje und Hein van de Geyn.
Nach seinem Kompositionsstudium an der Hogeschool voor de Kunsten in Utrecht hat er mit einer Vielzahl von Musikern und Ensembles zusammengearbeitet, vom Niederländischen Kammerchor über das belgische Ensemble Baroque Orchestration X und das Trio Under the Surface um Sängerin Sanne Rambags bis hin zu Größen wie Nils Petter Molvaer und Sidsel Endresen/Jim Black (Bell Time). Auf dem Label Challenge Records legte er 2017 Aufnahmen mit einer gitarrenbetriebenen Jahrmarktsorgel vor. Er tourte international. Neben seinen eigenen Solo-Alben konzentriert er sich auf improvisierte Ambient-Jazz-Musik mit dem Schlagzeuger Onno Govaert, wobei er einen Gitarrensynthesizer und einen Laptop benutzt.
Der Gitarrist Jasper Stadhouders ist sein jüngerer Bruder.